# Karawala
Karawala (Carahuala), ogranak Panamaka Indijanaca Indijanaca, porodica Misuluan, koji su prema Greenu posljednji govornici jezika ulua, nastanjeni u selu Karawala, blizu ušča rijeke Río Grande de Matagalpa, uz karipsku obalu Nikaragve. Prema oralnoj tradiciji koju je zabilježio Knight (1991), naselje Karawala utemeljilo je sedam Ulwa obitelji kojse su 1890. pred Španjolcima izbjegle s gornje Rio Grande. Populacija im u suvremeno vrijeme iznosi oko 1,000. Prema McQuown (1955)/Greenberg (1956) klasifikaciji jezik karawala pripada užoj skupini sumo.